# نينا ستار برونوالد
نينا ستار برونوالد (بالإنجليزية: Nina Starr Braunwald)‏ (1928-1992) جرّاحة صدر وباحثة طبية أمريكية من ضمن أوائل النساء اللواتي أجرين عمليّات جراحة القلب المفتوح. كانت أيضاً أول امرأة تُجاز من قبل المجلس الأمريكي لجراحة الصدر، والأولى التي تُنتخب للرابطة الأمريكية لجراحة الصدر. في عام 1960، وبعمر الـ 32، قادت الفريق الجراحي في معاهد الصحة الوطنية الأمريكية وتمت زراعة أول بديل اصطناعي ناجح لصمام تاجي لقلب بشري قامت بنفسها بتصميمه وتصنيعه. توفيت في شهر أغسطس عام 1992 في ويستون، ماساتشوسيتس، بعد حياة مهنية تضمنت تعيينات بارزة في معاهد الصحة الوطنية الأمريكية وجامعة كاليفورنيا وسان دييغو ومشفى طب هارفارد ومشفى النساء وبريغهام.

## النشأة والتعليم
ولدت نينا ستار في بروكلين، نيويورك، في عام 1928. أظهرت برونوالد نبوغاً علمياً باكراً بعمر الـ 14 عندما أصبحت عضواً في الجمعية الأمريكية للمجهريين الهواة. حصلت على شهادة البكالوريوس والطب من جامعة نيويورك، وتدربت من عام 1952 حتى عام 1955 في الجراحة العامة في مشفى بيلفيو بنيويورك، كانت من أوائل النساء اللواتي قمن بذلك. في عام 1952 تزوجت إيغين برونوالد، زميلها في الكلية ومدرسة الطب وهو أيضاً باحث في القلب والأوعية، ورُزقا بثلاث بنات.

## الحياة المهنية
أكملت برونوالد تدريبها في الجراحة العامة في مشفى جامعة جورج تاون في واشنطن، مع زمالة لما بعد الدكتوراه في المختبر الجراحي لتشارلز أ. هَفناغل، مخترع أول صمام قلبي اصطناعي انضمت للمعهد الوطني للقلب التابع لمعاهد الصحة الوطنية الأمريكية (حالياً المعهد الوطني للقلب والرئة والدم) قرب بيثيزدا، ماريلاند في عام 1958 تحت إشراف آندرو ج. مورو.  كانت واحدة من طاقم الجراحين في المعهد الوطني للقلب حتى عام 1965، ثم عُيّنت نائب رئيس عيادة الجراحة، وهو منصب شغلته حتى عام 1968.
صممت برونوالد وصنعت بديل صمام تاجي اصطناعي تجريبي، وزرعته لدى كلاب في عيادة الجراحة للمعهد الوطني للقلب في عام 1959. في 11 مارس عام 1960، نفذت أول مزدرع بشري ناجح على امرأة بعمر 44 سنة لديها قصور صمام تاجي.
طورت بعدها صمامًا ميكانيكيًا مغطى بقماش (صمام برونوالد - كاتر)، الذي زُرع في آلاف المرضى خلال أواخر الستينيات وبداية السبعينيات. ومن مساهماتها الهامة أيضاً تطوير طعم مِثلي (طعم من نسيج من نفس النوع، في هذه الحالة نسيج بشري) أبهري بدعامة (ستينت) لاستبدال الصمام التاجي، وساهمت بتطوير العلاج الجراحي للداء الانصمامي الخثاري المزمن، وطورت تقنيات رائدة لاستخدام المزارع النسيجية لتثبيط تشكل الخثرات عند استخدام الصمامات البديلة والأجهزة المساعدة للدوران. في الستينيات، وصفتها المقالات في مجلات تايم ولايف كأحد شخصيات أمريكا الشابة ذات الشأن الكبير.
انتقلت برونوالد إلى جامعة كاليفورنيا، سان دييغو بصحبة زوجها الذي تم تعيينه رئيساً للأطباء بينما تم تعيينها بروفيسورًا مساعدًا في الجراحة. بالرغم من وجود نقص في الدعم نسبياً، أوقدت مرونة برونوالد تقدماً مستمراً لحياتها المهنية ولم تقلل من إرشادها للآخرين ودعمها لهم. بينما كانت في جامعة كاليفورنيا، سان دييغو، أنشأت برونوالد نظام تدريب لجراحة القلب والصدر. لحقت بزوجها مرةً أخرى في عام 1972 إلى منطقة بوسطن، حيث أصبحت هناك بروفيسورًا مساعدًا في الجراحة في مدرسة طب هارفارد حيث كانت هناك من طاقم الجراحين في شعبة جراحة القلب والصدر في مشفى النساء بريغهام وجرّاحة في شعبة جراحة القلب في مشفى أطفال بوسطن، ومستشارة في شعبة جراحة القلب للمركز الطبي لإدارة شؤون المحاربين القدماء لويست روكسبوري.
نشرت برونوالد أكثر من 110 مقالة مراجعة في مجلات بارزة مثل مجلة دوران، مجلة طب نيو إنغلاند، ومجلة جراحة القلب والصدر. لقي عملها أيضاً اهتمام وسائل الإعلام بقدر ما امتلك تأثيراً على جراحة القلب.
بعد وفاتها، أنشأت مؤسسة جراحة الصدر للبحث والتعليم منحة بحث نينا ستار برونوالد، لتقدير التزامها بالتطور الأكاديمي الباكر للنساء في جراحة القلب. تتضمن الجائزة عامين من دعم لتمويل بحث وتعطى سنوياً لشابة جرّاحة قلب أكاديمية واعدة. تقدّم هذه المؤسسة أيضاً عضوية بحث نينا ستار برونوالد لتؤمن راتبًا ودعمًا تجريبيًا مباشرًا لمتدربات في جراحة القلب يرغبن بتعلم مهارات استقصائية/بحثية. وبشكل مشابه، تقدم رابطة اتحاد الجراحات النساء جائزة نينا ستار برونوالد السنوية لشخصية رائدة في الجراحة أظهرت دعمًا استثنائيًا لدور للنساء في الجراحة الأكاديمية.
يروى أن برونوالد واجهت صعوبات في الحصول على فرص احترافية بعد أن تركت قسم مورو في معاهد الصحة الوطنية الأمريكية. وصفها زملاؤها بأنها كانت رائدة ومصمّمة لكن لطيفة.

## الحياة الشخصية
كونها أم لثلاثة أطفال، وازنت برونوالد بين مسؤوليات العائلة والمتطلبات الضخمة لجراحة القلب. وصف أرملها إيغين برونوالد، أسلوبها مع كل من الجراحة والأمومة بـ «القيام بالذي اعتبرته أساسياً فقط، القيام به بشغف، وعدم إضاعة الكثير من الوقت والطاقة، أو الحركة على أي شيء آخر.» مع ذلك استطاعت أن تتابع هواياتها كالرسم، النحت، وركوب الخيل، واستمتعت بشكل كبير بقضاء الوقت مع أحفادها. 